# 八王子総合卸売センター
八王子総合卸売センター（はちおうじそうごうおろしうりセンター）は、東京都八王子市にある市場。八王子市の物流の拠点のひとつである。
魚介類を販売する店舗のほか、青果や薬店、畜産系の食品、飲食店などがある。京王線の北野駅が最寄り駅である。日曜祝日および休市日（おおむね隔週水曜日）は休み。
八王子綜合卸売協同組合と隣接しており、近隣には八王子魚市場があるため、付近一帯に卸売関連の店舗が集中している。

## 所在地
- 東京都八王子市北野町584

## 主な入居店舗
- 水産物
  - 総市水産（鮮魚）
  - 高野水産（鮮魚）
  - ケン水産（鮮魚）
  - 濱幸水産（鮮魚）
  - マルミ（冷凍マグロ）
  - ユキ水産（水産加工品）
  - フレッシュフード福泉（水産加工品）
  - 八王子淡水（ウナギ）

- 青果
  - ビックリや（青果）
  - 甲子五商店（青果）
  - マルソウ（青果）
  - 神定（青果）
  - 大森青果（青果）

- 食材
  - 南京軒（中華生麺・スープ）
  - 伸優（割烹食材）
  - プラカロハ八王子（冷凍食品）
  - 藤原商店（駄菓子）
  - 土谷食品（トコロテン・コンニャク）
  - 川喜屋（業務用漬物）
  - ジャック（缶詰・調味料）
  - 玉吉（卵焼き）
  - 月兎ソース（業務用ソース）

- 畜産
  - 大商ミート（豚肉）
  - 大和食品（食肉）
  - カワベハム（和牛・豚肉・食肉加工品）

- 飲食店
  - 市場寿司たか（寿司）
  - 山食記（定食）
  - 食堂あけぼの（定食類）
  - さくら（ラーメン・餃子）